# Haliclystus stejnegeri

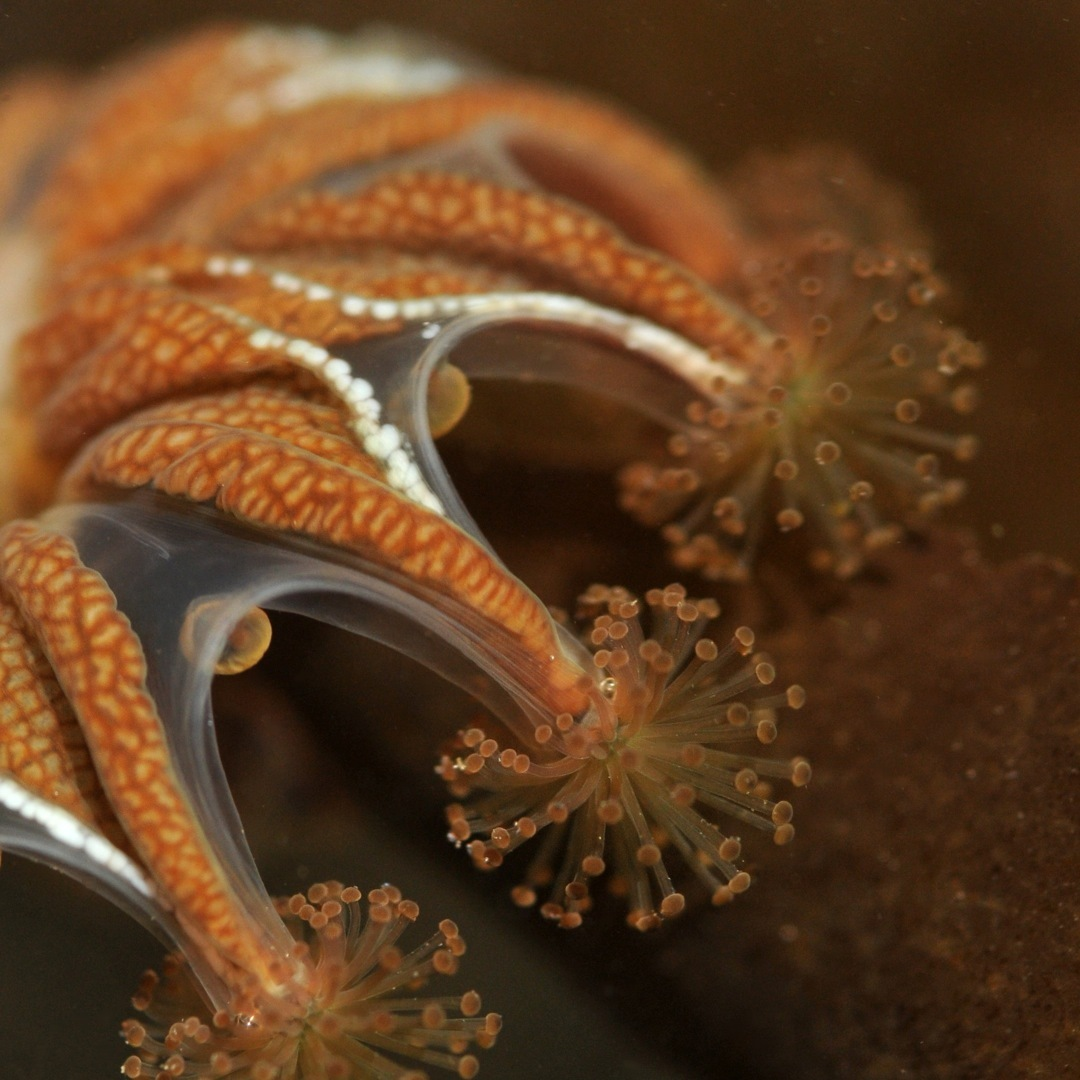
Край орального диска Haliclystus stejnegeri. Видны лаппеты с пучками головчатых щупалец и расположенные между ними ропалиоиды.

Haliclystus stejnegeri (лат.) — вид морских стрекающих из отряда ставромедуз (Stauromedusae).

## Открытие и этимология названия
Материал, по которому был описан вид, собрал зоолог Леонард Штейнегер в селе Никольском на острове Беринга, крупнейшем из Командорских островов, летом 1897 года. Поэтому вид назван в его честь. Это был первый вид рода Haliclystus, обнаруженный на побережье Тихого океана.

## Внешний вид и строение
Тело взрослых особей Haliclystus в длину достигает 2 см и подразделено на узкую ножку и более широкую чашечку, в центре которой расположено ротовое отверстие. Край чашечки образует восемь лаппет — крупных, увенчанных пучками щупалец — выростов, между которыми расположены восемь ропалиоидов — органов, используемых для временного прикрепления при кульбитирующем движении. Цвет красновато-коричневый. На поверхности чашечки есть рисунок из темных полос, окаймляющих половые железы, и такой же полосы, проходящей по краю чашечки. 4 полосы заходят за ножку.

## Распространение и места обитания
Обитают в Японском и Беринговом морях, у побережий Сахалина и Курильских островов. Живут на глубине до 13 м на различных водных растениях, в основном на литорали и в верхней сублиторали.